# Babe – en gris kommer till stan
Babe – en gris kommer till stan är uppföljare till Babe – den modiga lilla grisen.
Filmen spelades in i Australien och USA, år 1998, och är regisserad av George Miller.

## Handling
När paret Hoggetts gård hotas av kronofogdmyndigheten tar mrs Hoggett den prisbelönta grisen Babe till storstan för att få in pengar till gården. Där råkar Babe ut för tjuvaktiga apor, cirkusdjur, farliga hundar och en massa sjungande katter. Även mrs Hoggett hamnar alltför ofta i trubbel under filmens gång. Och till råga på allt så följer Babes kompis, den våghalsige ankan Ferdinand, efter.

## Skådespelare i urval
- Elizabeth Daily – Babe
- Magda Szubanski – Mrs. Hoggett
- James Cromwell – Mr. Hoggett
- Danny Mann – Ankan Ferdinand
- Mary Stein – Hotellvärdinnan
- Steven Wright – Schimpansen Bob
- Glenne Headley – Schimpansen Zootie
- Nathan Kress – Schimpansen Esay
- James Cosmo – Thelonius
- Mickey Rooney – Morbror Fugley
- Stanley Ralph Ross – Pitbullen
- Adam Goldberg – Loppekofte
- Russi Taylor – Rosa pudel
- Bill Cappizzi – Tullhund
- Roscoe Lee Browne – Berättare

## Svenska röster
- Charlotte Ardai Jennefors – Babe
- Eva Bysing – Mrs. Hoggett
- Hans Wahlgren – Mr. Hoggett
- Erik Ahrnbom – Ankan Ferdinand
- Susanne Barklund – Hotellvärdinnan
- Göran Berlander – Schimpansen Bob
- Annica Smedius – Schimpansen Zootie
- Andreas Byrman – Schimpansen Easy
- Per Sandborgh – Thelonius
- Jarmo Mäkinen – Pitbullen
- Erich Kruse Nielsen – Loppekofte
- Åsa Persson – Rosa pudel
- Gunnar Ernblad – Tullhund
- Arne Weise – Berättare Louise Raeder